# أورلاندو هدسون
أورلاندو هدسون (بالإنجليزية: Orlando Hudson) (و. 1977 – م) هو لاعب كرة قاعدة، من الولايات المتحدة الأمريكية.

## التعليم
تعلم في Spartanburg Methodist College ‏.

## جوائز
حصل على جوائز منها:
- جائزة القفاز الذهبي لرولينغز [الإنجليزية]‏.

## روابط خارجية
- أورلاندو هدسون على موقع دوري كرة القاعدة الرئيسي (الإنجليزية)
- أورلاندو هدسون على موقعبيزبول رفرنس.كوم (الدوري الرئيسي) (الإنجليزية)
- أورلاندو هدسون على موقعبيزبول رفرنس.كوم (الدوري الثانوي) (الإنجليزية)
- أورلاندو هدسون على موقع إي إس بي إن.كوم (أم.أل.بي) (الإنجليزية)
- أورلاندو هدسون على موقع مشجعي الرسوم البيانية (الإنجليزية)